# Nicticeïnis
Els nicticeïnis (Nycticeiini) són una tribu de ratpenats de la família dels vespertiliònids, formada per 38 espècies repartides entre 8 gèneres.

## Classificació
- Gènere Nycticeinops
- Gènere Nycticeius
- Gènere Rhogeessa
  - Subgènere Baeodon
  - Subgènere Rhogeessa
- Gènere Scoteanax
- Gènere Scotoecus
- Gènere Scotomanes
- Gènere Scotophilus
- Gènere Scotorepens